# Сальвиан
Сальвиан Марсельский (400–480) — христианский проповедник и писатель.
Сальвиан   –  пресвитер, известный проповедник и писатель. Известия о его жизни очень скудные. В некоторых более поздних источниках его называют епископом, но таковым он никогда не был.
Был священником в Массилии и приобрел такую известность, что собор епископов поручил ему составить для общего употребления сборник проповедей. Проповедей Сальвиана в том виде, в каком они произнесены, не сохранилось, но до нас дошли его сочинения, которые, имея форму рассуждений (tractatus), составляют, по-видимому, переработку произнесенных им речей. Сюда относятся: 1) 8 книг «Об управлении Божием, или Провидении» («De gubernatione Dei sive de providentia»), 2) «Против скупости» («Contra avaritiam»), 3) «К кафолической церкви» («Ad ecclesiam catholicam») и 4) девять писем к разным лицам, важных для характеристики тогдашних общественных нравов.
Изданы сочинения Сальвиана в первый раз в 1684 г., Балузием; из позднейших лучшее издание — Миня, в «Patrologiae cursus», т. 53, ser. lat. Современники Сальвиана называли его Иеремиею своего века: он с большой силой изображает и обличает деморализацию современного ему общества. В сочинении «Ad ecclesiam» он особенно ярко обрисовывает корыстолюбие духовенства. Все предаются чисто языческому веселью; оргии происходят накануне страшного нашествия варваров. Страсть к театрам и цирковым кровавым зрелищам ведет к всеобщей апатии, лености, тупоумию, духовной смерти. Город Трир трижды был разграблен варварами, страна усеяна трупами и почва насыщена кровью; и вот жители Трира обращаются к императору с просьбою… о защите и помощи? Нет: они просят театральных зрелищ.
С внешней стороны произведения Сальвиана хвалят за искусное расположение как отдельных доказательств, так и целого состава сочинения, сравнивая его с Лактанцием. У него встречаются чисто Тертуллиановские изречения аксиоматического характера (напр. «Мы стыдимся не порока, а добродетели», «Мы никому не верим менее, чем Богу»). По мнению Н. И. Барсова, автора статьи в ЭСБЕ, это самый сильный писатель западной литературы V века, не только убежденный учитель-пастырь, но и истинный оратор.

## Издания. Переводы. Литература
- De gubernatione Dei / ed. G. Lagarrigue // Salvien de Marseille: Oeuvres 2, SC 220. Paris: Cerf, 1975.
- Salvian. On the Government of God / Ed. E.M. Sanford. New York: Columbia University Press, 1930.
- Сальвиан. О мироправлении Божием (V. 4-5; VI, 13, 15) / пер. под ред. И. П. Стрельниковой // Памятники средневековой латинской литературы IV-IX веков. М.: Наука. 1970.
- Сальвиан (Фрагменты сочинений) // История средних веков / Составитель М.М.Стасюлевич. СПб.: Полигон; АСТ, 1999.
- Сальвиан (Фрагменты сочинений) // Хрестоматия по истории средних веков / Под ред. Н.П.Грацианского и С.Д.Сказкина. М., 1949. Т. 1.
- Петрушевский В. Сальвиан, пресвитер Массалийский и его сочинения. Киев, 1893.
- Нахов И.М. Человек и мир в творчестве Сальвиана из Массилии // Разыскания: Dzetemata. 9. М.: Московский университет, 1984. (Вопросы классической филологии. – Вып. VIII).
- Brown P. Salvian of Marseilles. Theology and social criticism in the last century of the western empire / https://josefranciscoescribanomaenza.files.wordpress.com/2014/11/descargar7.pdf
- Maas M.  Ethnicity,  Orthodoxy  and  Community  in  Salvian  of  Marseilles // Fifth-Century Gaul: A Crisis of Identity? Cambridge, 1992. P. 275-284.
- Lambert D. The Uses of Decay: History in Salvian’s De gubernatione dei // Augustinian Studies. 30. 1999. P. 115-130.
- Ritter, Adolf Martin. Salvian of Massilia // Religion Past and Present. Consulted online on 21 April 2017 <http://dx.doi.org/10.1163 1877-5888_rpp_SIM_025181>